# Vacance
Pour l’article ayant un titre homophone, voir Vacances.

La vacance (au singulier) est le temps pendant lequel un poste, une fonction ou un bien reste sans titulaire. Elle emporte généralement des conséquences juridiques. Le terme, dérivé de vacant (oisif, vide) a d'abord été employé au pluriel à propos des tribunaux (vacances de la magistrature) avant d'être décliné comme un repos et un loisir. La littérature s'est emparé également de l'état de vacance pour décrire un sentiment humain de vide et d'absence (vague à l'âme, vacance de l'esprit, etc.).

## France

### Vacance d'un poste ou d'une fonction

#### Cas général
- Le principe de la vacance est qu'elle est constatée pour rendre possible l'attribution du poste ou de la fonction à un autre titulaire puisque, en principe, il ne saurait y avoir deux, a fortiori plusieurs, titulaires pour un même poste ou une même fonction. La vacance peut cependant n'être que théorique s'il y a simultanément, par exemple, révocation ou nomination du titulaire précédent à un autre poste et nomination du nouveau titulaire. De rares exemples illustrent cependant l'hypothèse où le nouveau titulaire est nommé avant que l'ancien ne soit démis officiellement. Par exemple en est-il ainsi, en quelque sorte, pour le bâtonnier « désigné » de l'ordre des avocats en France élu avant la fin du mandat du bâtonnier en exercice[1]. Il convient donc de distinguer la désignation (nomination, élection) de l'entrée en fonction, l'objectif étant dans ces dernières hypothèses d'éviter la vacance.
- Exemples de domaines où la vacance est réglementée : La vacance peut être celle d'un fauteuil de l'Académie française ou d'une chaire de faculté. Leur vacance entraîne la procédure qui vise leur attribution respective à un nouveau titulaire, au terme de laquelle le nouvel académicien élu sera reçu sous la Coupole (nom familier de l'Académie) ou le nouveau promu, par sa nomination, prendra ses fonctions à l'université dans sa nouvelle affectation. Pour l'Académie, la vacance est parfois longue en raison de la longueur de la procédure protocolaire et de l'exigence d'une majorité absolue pour élire un nouvel académicien. Il n'est pas rare qu'au bout de trois tours, le siège reste vacant. Par ailleurs, la vacance de poste (pour les fonctionnaires) et la vacance de siège (pour les élus) sont également réglementées.

#### Vacance d'un parlementaire
- L'institution du suppléant. Le régime électoral a cherché à limiter les cas d'élections partielles en prévoyant, dans le cadre du scrutin uninominal, en même temps que l'élection du député, celle d'une personne appelée à le remplacer dans certains cas de vacance du siège en cours de législature. Ces cas sont limitativement énumérés par l'article L.O. 176-1 du code électoral (rédaction de la loi organique no 85-688 du 10 juillet 1985) : décès; nomination au Gouvernement; nomination au Conseil constitutionnel; prolongation au-delà de six mois de la mission temporaire confiée par le Gouvernement. Dans tous les autres cas de vacance, des élections partielles sont organisées. À noter qu'une proposition du sénateur M. Nicolas About, déposée le 29 novembre 1999 visait à instaurer un système de remplaçants provisoires en cas de vacance de siège d'un député ou d'un sénateur, ainsi qu'une parité hommes-femmes entre les candidats et leurs remplaçants (sans suite à ce jour).
- Vacance en cas de cumul des mandats parlementaires. En vertu de l'article LO 137 du code électoral, "Le cumul des mandats de député et de sénateur est interdit. Tout député élu sénateur ou tout sénateur élu député cesse, de ce fait même, d'appartenir à la première assemblée dont il était membre. Toutefois, en cas de contestation, la vacance du siège n'est proclamée qu'après la décision du Conseil constitutionnel confirmant l'élection. Il ne peut en aucun cas participer aux travaux de deux assemblées."

#### Vacance de la présidence de la République
En droit constitutionnel français, l'hypothèse de la vacance de la présidence de la République est aujourd'hui prévue à l'Article 7 alinéas 4 et 5 de la Constitution de la Ve République.
- La Constitution n'énonce pas toutes les hypothèses à envisager (le texte résume : «pour quelque cause que ce soit»), mais elle est susceptible d'intervenir, en pratique, en cas de décès, de démission ou d'empêchement définitif du président de la République. On doit y ajouter l'éventuelle destitution proclamée par la Haute Cour (cf. article 68). La vacance s'analyse donc comme l'absence physique définitive de son titulaire. Elle doit être distinguée de l'empêchement, même si, en effet, l'empêchement définitif régulièrement constaté conduit à la vacance. Là réside d'ailleurs l'une des difficultés en pratique puisqu'il n'est pas toujours aisé de se prononcer sur le caractère définitif de l'empêchement et donc, du moment précis où, de fait, intervient la vacance.
- Cette situation s'est déjà produite deux fois dans l'histoire de la cinquième République : à la suite de la démission du général de Gaulle le 28 avril 1969 et du décès de Georges Pompidou le 2 avril 1974. À noter que le Général de Gaulle, comblant une lacune des textes, a transmis sa démission au Premier ministre, Maurice Couve de Murville, lequel l'a fait suivre au Conseil constitutionnel (sous les deux Républiques précédentes elle était transmise aux assemblées).
- En l'absence de précision sur la procédure à suivre, le Conseil constitutionnel a pris l'initiative de la constater[2]. Le Conseil a interprété ainsi largement la compétence que lui confèrent les alinéa 4 et 5 de la article 7, la saisine n'étant prévue que pour l'empêchement. L'intérêt réside dans la régularisation du processus électoral devant conduire à l'élection d'un nouveau président. Une autre ambiguïté  est ainsi levée quant à la saisine non prévue du Conseil dans l'hypothèse de la vacance alors que l'exige le principe de continuité des pouvoirs publics (principe à valeur constitutionnelle)[3]. Toutefois, encore faut-il qu'il soit saisi, notamment en cas d'empêchement définitif manifeste. Une vacance de fait serait donc susceptible de s'installer dans l'hypothèse contraire.
- La déclaration de vacance provoque l'intérim du président de la République et déclenche le délai dans lequel doit avoir lieu le scrutin pour l'élection du nouveau président, soit vingt jours au moins et trente-cinq jours au plus[4] après l'ouverture de la vacance, sauf cas de force majeure constaté par le Conseil constitutionnel. La prolongation des délais est possible (art. 7 al. 10) et prolonge la vacance et l'intérim d'autant[5].
- Pendant la vacance, le président intérimaire est privé du recours à la dissolution (art. 12) et au référendum (art. 11). De plus, la constitution ne peut pas être révisée (art. 89) et le gouvernement ne peut pas être renversé (art. 49 et 50)[6].

À titre historique, c'est dans des termes similaires à la rédaction retenue en 1958, que la vacance était envisagée dans les Républiques précédentes :
- Elle faisait l'objet de l'article 7 de la Constitution de la IIIe République (loi constitutionnelle du 25 février 1875) :

« En cas de vacance par décès ou pour toute autre cause.../... »
- Elle faisait l'objet de l'article 41 de la Constitution de la IVe République :

« En cas de vacance par décès, démission ou toute autre cause.../... »
En pratique, la vacance intervint pour six présidents de la République qui durent démissionner sous la IIIe République, dont Paul Deschanel que l'on retrouva errant sur la voie ferrée après être tombé du train.

#### Vacance du Premier ministre ou d'un ministre
En pratique, sous la Ve république, la vacance ponctuelle de l'un ou l'autre peut amener à la nomination quasi immédiate par décret d'un ministre (ou du Premier ministre) qui va assurer les fonctions ministérielles temporairement non remplies par le titulaire. Il n'y a donc pas de vacance et il y a d'ailleurs une confusion pratique entre les mécanismes qui font suite, la suppléance qui ne dessaisit pas le titulaire de sa fonction et l'intérim qui consiste à nommer de plein exercice un ministre (ou le Premier ministre) déjà au gouvernement au poste ministériel en cause, ce qui aboutit à un cumul provisoire de deux postes ministériels et ce, jusqu'à la nomination d'un nouveau ministre.
Cependant, le cas le plus fréquent faisant suite par exemple à la démission du Premier ministre ou d'un ministre débouche sur la nomination d'un nouveau gouvernement ou d'un nouveau ministre (ou du remaniement du gouvernement), les ministres en cause expédiant les affaires courantes entretemps, donc sans vacance ni période d'intérim.

### Vacance de biens
- La notion de bien vacant envisage tous les types de biens, meubles et immeubles. Elle est évoquée à l'article 539 du Code civil qui stipule que :

« tous les biens vacants et sans maître, et ceux des personnes qui décèdent sans héritiers, ou dont les successions sont abandonnées, appartiennent au domaine public »;
- La vacance de succession visée aux articles 811 et s. du Code civil, est le caractère d'une succession patrimoniale qui n'est pas réalisée dans les délais prescrits pour faire l'inventaire, soit que les héritiers y ont renoncé, soit qu'elle n'ait pas de bénéficiaire connu. Le tribunal de grande instance nomme alors un curateur pour administrer la succession. La vacance ne suspend pas les poursuites des créanciers sur l'actif successoral.
- La vacance immobilière : La vacance de maison est l'état d'un immeuble inhabité. Lorsqu'une maison ou un logement est vacant, le propriétaire est à même d'en disposer librement, y compris de le louer. En cas de vacance involontaire de plus de trois mois d'un logement normalement destiné à la location ou en cas de non exploitation d'un immeuble utilisé par le contribuable à usage commercial ou industriel, l'administration accorde sur demande un dégrèvement de taxe foncière. Plus généralement, lorsqu'un immeuble n'a pas de propriétaire connu et que les contributions foncières y afférentes n'ont pas été acquittées depuis plus de cinq années, il est présumé sans maître et sa propriété est attribuée par arrêté préfectoral à l'État. Il existe une procédure de déclaration d'abandon manifeste des immeubles situés en  agglomération[7] et une obligation de remise en état des terrains non entretenus[8].
- La vacance de biens meubles. Le Code civil et la législation l'appréhendent de diverses façons, s'agissant, par exemple, des biens situés dans le périmètre d'une association foncière agricole et dont le propriétaire ne s'est pas fait connaître[9]. Par ailleurs, au sens de la loi relative à l'élimination des déchets et à la récupération des matériaux, tout bien abandonné ou que son détenteur destine à l'abandon est un déchet[10].

## Autres pays

### Vatican: la vacance duSaint-Siège
La mort du pape (ou sa renonciation) ouvre une période de vacance, dite du « siège vacant » (sede vacante), au cours de laquelle la Curie romaine se réorganise autour de la gestion des affaires courantes et les préparatifs des funérailles (le cas échéant) et du Conclave.
- Réorganisation de la Curie. Le cardinal Secrétaire d’État qui dirige la secrétairerie quitte ses fonctions, comme les autres chefs de dicastères, à l’exception du Camerlingue. Ce dernier dirige la Chambre apostolique qui est l’un des services administratifs de la Curie, chargée de coordonner les décisions et les événements qui font suite au décès (ou à la renonciation) du pape. Le cardinal Camerlingue, joue donc un rôle particulièrement important pendant la vacance du Saint-Siège. Au sein de la Secrétairerie, le Substitut pour les affaires générale et le Secrétaire pour les relations avec les États (diplomatie) conservent également leurs fonctions pendant la vacance du Saint-Siège, comme les autres Secrétaires de la Curie romaine.
- La vacance dure jusqu'à l'élection du nouveau pape en Conclave qui, lui-même, se tient après les funérailles du pape défunt, le cas échéant, soit entre 15 et 20 jours après le décès ou la renonciation[11],[12]. La fin du Conclave est annoncée au monde par la fameuse fumée blanche et l'élection est officialisée par le cardinal protodiacre qui prononce sur la place Saint-Pierre le traditionnel habemus papam.